# 英國—法國關係
英法關係是指法國和英國之間的雙邊關係。兩國之間的關係可以追溯至高盧戰爭時期。在羅馬帝國時代，兩國都曾經歷羅馬帝國統治，並都曾展開對羅馬統治的抵抗。雖然兩國在歷史上也曾有過多次對抗，然而總的來看，兩國近年關係友好。法國媒體曾稱英國前首相托尼·布萊爾是位「法國迷」，法國前總統尼古拉·薩科齊曾稱要讓法英關係成為比英法協約更友好親密的關係。

## 中世纪
1066年，来自法国的诺曼人征服了英格兰。诺曼底公爵威廉一世加冕成为英格兰国王。结束了英格兰的盎格鲁撒克逊时代。自1340年起，历任英格兰君主都主张自己拥有“法兰西国王”和“法兰西女王”的称号。

### 英格蘭王國的大陆领地
中世紀前期，法国長期遭受北欧维京海盗打劫侵略。西法兰克王国加洛林王朝的查理三世以協助抵禦其他海盜為條件，於911年在沙特爾圍城戰擊敗維京人後，同意維京人領袖羅洛及其族人定居在塞納河下游，英倫海峽南岸一塊肥沃的土地上，並封羅洛為公爵。由於維京人又稱為諾曼人，這塊土地稱為诺曼底（意思為諾曼人的封土）。維京人在此建立了诺曼底公国，停止海盜行為，並改奉天主教及接受法國文化，但諾曼第公國自此割據一方。
1066年，法國諾曼第公爵征服者威廉渡海征服英格兰。其後150年内，說法語的諾曼第公爵同時為英格蘭王，統治英格蘭和诺曼底。可是诺曼底公国卻是法國國王的附屬國，導致了原來平等的兩個國王，變得完全不平等:1。1127年，征服者威廉的孫女瑪蒂爾達皇后嫁給安茹伯爵若弗魯瓦五世，他們的兒子亨利二世後來繼承了諾曼第及安茹兩大公國的爵位及在法國的領地，並在1154年加冕為英格蘭國王。之後，控制著法國西南部阿基坦公國的法國王后阿基坦的埃莉諾與法國國王路易七世離婚，並且嫁給了亨利二世，於是，亨利二世與埃莉諾所生的兒子理查一世繼位為英格蘭王時，獲得了阿基坦的領土，加上諾曼第及安茹兩公國，英格蘭王控制法國近半的地區。
13世紀初，法王腓力二世先是奪回諾曼第及安茹兩地，然後在1214年的布汶戰役擊敗聯軍，導致英王約翰返回英格蘭。
1215年，約翰王在英格蘭貴族逼迫之下訂立大憲章，才保住英格蘭王位。此後百多年，法國貴族出身的英王，念念不忘要向法王取回祖宗的失地，而英王亦仍然控有法国西南沿岸一隅的阿基坦(Aquitaine)，也成為銳意一統全國的法國王室的眼中釘。
14世紀時，法國想趕走仍然盤據西南地區的英格蘭，統一法國。後者非但不肯，還想奪回其祖先的土地，如诺曼底、曼恩、安茹等。兩國另因法蘭德斯的貿易糾紛，加深彼此的衝突。該地位於法國北疆，表面隸屬法國，實则獨自行政，且與英格蘭有很多羊毛貿易。
1328年2月1日，法國國王查理四世死於巴黎東面的萬塞訥王室莊園，即位人選有爱德华三世與瓦盧瓦伯爵腓力，前者身為查理四世的外甥是繼承順位最前的男性親屬，但他的血統來源自其母親伊莎贝拉；後者身為查理四世的堂兄是繼承順位第二的男性親屬，且為男性世系繼承。最終，會議認定繼承權不能通過女性獲得，選擇瓦盧瓦伯爵腓力擔任查理四世遺腹子的攝政。爱德华三世未能如願擔任攝政有下列原因：一、愛德華雖自認是法國人，但其他人視其為外國統治者。二、他尚為未成年人，如任命他為攝政會讓其母親伊莎贝拉取得王國實權。三、他的家族勢力游離於法國核心圈外，而瓦盧瓦伯爵腓力的父親是王國重臣。
由于对腓力六世继承法蘭西王位不满，英王爱德华三世对法国怀有越来越大的敌意。此時腓力六世支持佛兰德的親法勢力鎮壓當地的起義，影響當地英国商人的羊毛貿易。为报复，爱德华三世曾下令禁止向法国出口羊毛。1337年，爱德华三世正式自称为法蘭西國王，而腓力六世亦宣佈收回爱德华三世在法國的所有領地，結果英法兩國全面開戰。

## 英法百年战争經過
百年战争依局势转变，大约可分四阶段：

### 第一階段
1337年－1360年之間，英法爭奪佛蘭德斯和阿基坦。1340年，英軍在斯魯伊斯海戰打敗法軍，奪得制海權，防止法軍渡海入侵。1346年8月，英軍先於陸上的克雷西會戰大勝，再圍攻法國海防要塞加萊港，11個月後成功占領。接著又於本土的內維爾十字之戰打敗蘇格蘭入侵，擒獲親法的蘇格蘭王大衛二世，大大減少其威脅。
1348年，黑死病橫掃整個歐洲，兩國停戰十年。1356年，英格蘭再度進攻，奪取法國西南部的基恩和加斯科涅。隨即在普瓦捷戰役以相同戰術再次獲勝。法國王室則承受英軍橫征暴斂、國家經濟崩潰、平民起義反抗等內外煎熬，情勢非常不利。1360年於布勒丁尼，法國被迫簽訂極不平等的布勒丁尼和約，割讓出盧瓦爾河以南至比利牛斯山脈的全部領土。

### 第二階段
1360年－1400年之間，法王查理五世展開報仇，欲奪回被侵佔的領土。他重組軍隊，以雇傭步兵取代大部分的騎兵、建立野戰炮兵、重建海軍。他改革內政，提升王權，整頓稅制並將國庫投入軍備上。時機成熟後，他任命贝特朗·杜·盖克兰統領軍隊，以突襲和游擊戰術攻擊英軍，在多場戰役大敗英軍。1380年，英軍已退守沿海區域。英王擔心丟失全部領地，乃與法國簽署停戰協定，僅保留波尔多、巴約讷、布雷斯特、瑟堡、加萊五個海港，和波爾多與巴約讷間的部份地區。

### 第三階段
1415年－1429年之間，法國勃艮地、阿馬涅克兩派發生內戰，農民市民也起義反抗，英格蘭藉機重啟戰端。1415年，英軍於阿金庫爾戰役打敗法軍，再與勃艮地公爵結盟，攻佔法國北部大多數地區。法王查理六世無力抵抗，於1420年5月21日在特魯瓦簽訂幾乎亡國的特魯瓦和約。英王亨利五世成為法國攝政王，有權承繼查理六世死後的法國王位。法國已淪為英法聯合王國的一部分。
然而，英法的亨利五世和查理六世卻於1422年同年逝世。兩方新王亨利六世和查理七世為爭奪法國王位，再度交火。百年戰爭進入第四階段。

### 第四階段

聖女貞德扭轉百年戰爭的形勢，使法國反敗為勝。

1429年－1453年之間，法國人民不堪英軍壓迫，各方紛紛反抗，游擊隊經常捉拿英格蘭的征稅者，牽制英軍部隊，对法軍有很大帮助。1428年10月，英軍和勃艮地派包圍了奧爾良，法軍嚴重不利。此時法國出現一位傳頌後世的救星聖女貞德，指揮法軍於1429年5月擊敗英格蘭，奧爾良解圍，扭轉了整個戰局。
年仅19歲的聖女貞德不久被英軍捉住，1431年被以女巫罪處死。這激起法國民族義憤，助使法軍作出大反攻。1437年，法軍光復首都巴黎。1441年，收復香檳地區。1450年，解放曼恩和诺曼底。1453年，奪回吉耶訥。
1453年10月19日，波尔多的英軍投降，法國收復加萊除外的全部領土。
1558年，法軍攻陷加萊，英格蘭失去在歐洲大陸最後一個城市。

## 近現代
17世紀至18世紀，法國與英國和其盟友爆發多場戰爭，然後在19世紀初的拿破崙戰爭進入軍事衝突高峰，最終法國敗於多國的圍剿，歐洲列強扶植波旁王朝復辟為結局。至19世紀中期，法英兩國在克里米亞戰爭中處於同一陣線對抗俄國。同時；兩國在爭取在清帝國利益方面處亦於同一陣線，共同參與戰役有第二次鴉片戰爭及八國聯軍之役。
1904年4月8日英国和法国签订的一系列协定，它标誌着两国停止关于争夺海外殖民地的冲突而开始合作对抗新崛起的德意志帝国的威胁。在协定中，双方就一系列国家和地区的控制权达成了一致，包括埃及、摩洛哥、马达加斯加、中西部非洲、暹罗（泰国）等地。
1907年随着《英俄条约》签订，英法协约和法俄同盟共同构成了「三国协约」。
三国协约对三国在第一次世界大战中的政治和军事合作奠定了基础，此後在一戰的協約國、二戰的同盟國，冷战时组成北约乃至現代，由于面对共同的敌人纳粹德国，苏联及继承苏联的俄罗斯，英法兩國關係大致友好。
在戴高乐时期，由于戴高乐並認為英國是美國安置在歐洲的「特洛伊木馬」，所以1961年和1967年兩次否決了英國加入欧洲经济共同体的申請。直到戴高乐于1969年辞职后，乔治·蓬皮杜领导下的法国新政府准备与英国展开更友好的对话——蓬皮杜认为，在1970年代的经济危机中，欧洲需要英国，故欢迎英国加入欧洲经济共同体，这为英国在1973年加入欧洲经济共同体开辟了道路。
英国脱欧后，法国与英国在捕鱼许可证问题上存在争议。2021年，兩國因為漁業問題發生澤西島爭端。法国又指责英国發放給法国渔民的许可证過少。2021年10月28日，法國扣押1艘英國漁船，指控該漁船不符合法國的捕魚規定。英国召见法国大使以示抗议。法國一度威脅會於11月2日禁止英国渔船在法國的指定港口登陆。